# 羅斯氏短脊鱂
羅斯氏短脊鱂，為輻鰭魚綱鯉齒目鯉齒亞目花鳉科的其中一種，分布於中美洲巴拿馬的淡水流域，體長可達5公分，棲息在小溪，成魚成群活動，屬肉食性，生活習性不明。